# Geophila cordifolia
Geophila cordifolia är en måreväxtart som beskrevs av Friedrich Anton Wilhelm Miquel. Geophila cordifolia ingår i släktet Geophila och familjen måreväxter.

## Underarter
Arten delas in i följande underarter:
- G. c. cordifolia
- G. c. peruviana